# شهرستان سولنچین
شهرستان سولنچین (به لهستانی: Powiat Sulęcin) یک شهرستان در لهستان است که در استان لوبوسکی واقع شده‌است. شهرستان سولنچین ۱٬۱۷۷٫۴۳ کیلومتر مربع مساحت و ۳۵٬۳۲۹ نفر جمعیت دارد.